# ديديه إندونغ
ديديه إبراهيم إندونغ (بالفرنسية: Didier Ibrahim Ndong) هو لاعب كرة قدم غابوني لعب سابقاً في نادي الرياض السعودي.

## إحصائيات
آخر تحديث 23 يونيو 2013.
| النادي  | النادي        | النادي                    | الدوري                    | الدوري                    | الكأس    | الكأس    | القارة  | القارة  | المجموع | المجموع |
| الموسم  | النادي        | الدوري                    | الظهور                    | الأهداف                   | الظهور   | الأهداف  | الظهور  | الأهداف | الظهور  | الأهداف |
| تونس    | تونس          | تونس                      | الرابطة التونسية المحترفة | الرابطة التونسية المحترفة | كأس تونس | كأس تونس | أفريقيا | أفريقيا | المجموع | المجموع |
| ------- | ------------- | ------------------------- | ------------------------- | ------------------------- | -------- | -------- | ------- | ------- | ------- | ------- |
| 2011–12 | الصفاقسي      | الرابطة التونسية المحترفة | 1                         | 0                         | -        | -        | -       | -       | 1       | 0       |
| 2012–13 | الصفاقسي      | الرابطة التونسية المحترفة | 18                        | 1                         | -        | -        | -       | -       | 18      | 1       |
| المجموع | تونس          | تونس                      | 19                        | 1                         | -        | -        | -       | -       | 19      | 1       |
| المجموع | المجموع الكلي | المجموع الكلي             | 19                        | 1                         | -        | -        | -       | -       | 19      | 1       |

## الإنجازات

### النادي
الصفاقسي
- الدوري التونسي الممتاز (1): 2012–13

## روابط خارجية
- ديديه إبراهيم إندونغ على موقع قاعدة بيانات كرة القدم.إي يو (الإنجليزية)
- ديديه إبراهيم إندونغ على موقع ناشيونال فوتبول تيمز (الإنجليزية)
- ديديه إبراهيم إندونغ على موقع Soccerbase.com (لاعب) (الإنجليزية)
- ديديه إبراهيم إندونغ على موقع Soccerway.com (الإنجليزية)
- ديديه إبراهيم إندونغ على موقع عالم كرة القدم.نت (الإنجليزية)
- ديديه إبراهيم إندونغ على موقع AS.com (الإسبانية)